# Bulgarije op de Olympische Winterspelen 2006
Tijdens de Olympische Winterspelen van 2006 die in Turijn werden gehouden nam Bulgarije voor de zeventiende maal deel.
Elf mannen en tien vrouwen vertegenwoordigden Bulgarije op de twintigste editie in acht takken van sport. De Bulgaarse equipe behaalde deze editie één zilveren medaille, het was de zesde medaille op de Winterspelen in totaal. Bulgarije eindigde daarmee op de gedeelde 21e plaats in het medailleklassement.

## Medailles
Shorttrackster Evgenia Radanova veroverde net als op de Winterspelen van 2002 de zilveren medaille op de 500 meter.
| Sport      | Naam             | Discipline | Medaille |
| ---------- | ---------------- | ---------- | -------- |
| Shorttrack | Evgenja Radanova | 500 m (v)  | Zilver   |

## Deelnemers en resultaten
| Sport          | Olympiër                                                                  | Discipline                | Resultaat    | Prestatie                                                                                   |
| -------------- | ------------------------------------------------------------------------- | ------------------------- | ------------ | ------------------------------------------------------------------------------------------- |
| Alpineskiën    | Stefan Georgiev                                                           | combinatie (m)            | dnf          | afdaling: 1.43,86 slalom: 1e run niet gefinisht                                             |
| Alpineskiën    | Stefan Georgiev                                                           | slalom (m)                | 25e          | 1.52,55; 1e run 58,30; 2e run 54,25                                                         |
| Alpineskiën    | Mihail Sediankov                                                          | combinatie (m)            | 31e          | 3.23,90 afdaling: 1.46,10 slalom: 1e run 49,11; 2e run 48,69                                |
| Alpineskiën    | Mihail Sediankov                                                          | slalom (m)                | dnf          | 1e run niet gefinisht                                                                       |
| Alpineskiën    | Mihail Sediankov                                                          | slalom (m)                | dnf          | 1e run 1.00,69; 2e run niet gefinisht                                                       |
| Alpineskiën    | Maria Kirkova                                                             | slalom (v)                | dnf          | 1e run 46,58; 2e run niet gefinisht                                                         |
|                |                                                                           |                           |              |                                                                                             |
| Biatlon        | Vitaliy Rudenchyk                                                         | 20 km (m)                 | 62e          | 1:02.30,0 (6)                                                                               |
| Biatlon        | Vitaliy Rudenchyk                                                         | 10 km sprint (m)          | 21e          | 27.59,1 (1)                                                                                 |
| Biatlon        | Vitaliy Rudenchyk                                                         | 12,5 km achtervolging (m) | 35e          | + 3.44,5 (4)                                                                                |
| Biatlon        | Ekaterina Dafovska                                                        | 15 km (v)                 | 11e          | 52.45,1 (3)                                                                                 |
| Biatlon        | Ekaterina Dafovska                                                        | 7,5 km sprint (v)         | 33e          | 24.23,2 (2)                                                                                 |
| Biatlon        | Ekaterina Dafovska                                                        | 10 km achtervolging (v)   | 28e          | + 5.24,0 (6)                                                                                |
| Biatlon        | Ekaterina Dafovska                                                        | 12,5 km massastart (v)    | 8e           | + 1.32,9 (3)                                                                                |
| Biatlon        | Irina Nikoultchina                                                        | 15 km (v)                 | 28e          | 54.29,3 (6)                                                                                 |
| Biatlon        | Irina Nikoultchina                                                        | 7,5 km sprint (v)         | 36e          | 24.30,0 (4)                                                                                 |
| Biatlon        | Irina Nikoultchina                                                        | 10 km achtervolging (v)   | 30e          | + 5.43,2 (7)                                                                                |
| Biatlon        | Pavlina Filipova                                                          | 15 km (v)                 | 43e          | 56.07,7 (5)                                                                                 |
| Biatlon        | Pavlina Filipova                                                          | 7,5 km sprint (v)         | 46e          | 24.53,3 (2)                                                                                 |
| Biatlon        | Pavlina Filipova                                                          | 10 km achtervolging (v)   | 32e          | + 6.20,9 (6)                                                                                |
| Biatlon        | Radka Popova                                                              | 7,5 km sprint (v)         | 58e          | 26.01,1 (2)                                                                                 |
| Biatlon        | Radka Popova                                                              | 10 km achtervolging (v)   |              | ingehaald; geen klassering                                                                  |
| Biatlon        | Nina Kadeva                                                               | 15 km (v)                 | 54e          | 57.15,0 (5)                                                                                 |
| Biatlon        | team: Pavlina Filipova Radka Popova Irina Nikoultchina Ekaterina Dafovska | 4x 6 km                   | 8e           | 1:20.38,7 (14) 19.17,7 (0) 20.43,1 (3) 20.27,2 (6) 20.10,7 (5)                              |
|                |                                                                           |                           |              |                                                                                             |
| Kunstschaatsen | Ivan Dinev                                                                | mannen                    | 17e          | 180.11 63.64 korte kür 116.47 vrije kür                                                     |
| Kunstschaatsen | Stanimir Todorov Roemjana Spassova                                        | paren                     | 19e          | 111.25 37.27 korte kür 73.98 vrije kür                                                      |
| Kunstschaatsen | Maksim Staviski Albena Denkova                                            | ijsdansen                 | 5e           | 189.53 37.65 verplichte kür ; 55.85 originele kür 96.03 vrije kür                           |
|                |                                                                           |                           |              |                                                                                             |
| Langlaufen     | Ivan Bariakov                                                             | 30 km achtervolging (m)   | dnf          | niet gefinisht                                                                              |
| Langlaufen     | Ivan Bariakov                                                             | 15 km klassiek (m)        | 68e          | 44.06,3                                                                                     |
| Langlaufen     | Ivan Bariakov                                                             | 1,5 km sprint (m)         | kwalificatie | kwalificatie: 2.18,8 (71e)                                                                  |
|                |                                                                           |                           |              |                                                                                             |
| Rodelen        | Peter Iliev                                                               | 1-persoon (m)             | 31e          | 3.39,683 1e run 54,806; 2e run 55,189 3e run 55,761; 4e run 53,927                          |
|                |                                                                           |                           |              |                                                                                             |
| Schansspringen | Petar Fartunov                                                            | K-90 (m)                  | kwalificatie | kwalificatie: 85.0                                                                          |
| Schansspringen | Petar Fartunov                                                            | K-120 (m)                 | kwalificatie | kwalificatie: 26.6                                                                          |
| Schansspringen | Georgi Zharkov                                                            | K-90 (m)                  | kwalificatie | kwalificatie: 77.5                                                                          |
| Schansspringen | Georgi Zharkov                                                            | K-120 (m)                 | kwalificatie | kwalificatie: 59.3                                                                          |
|                |                                                                           |                           |              |                                                                                             |
| Shorttrack     | Evgenja Radanova                                                          | 500 m (v)                 | Zilver       | kwalificatie serie 3: 1e (45,703) KF 3: 1e (44,252) HF 2: 2e (44.711) A-finale: 2e (44,371) |
| Shorttrack     | Evgenja Radanova                                                          | 1000 m (v)                | dsq          | kwalificatie serie 3: 1e (1.35,165) KF 3: gediskwalificeerd                                 |
| Shorttrack     | Evgenja Radanova                                                          | 1500 m (v)                | 6e           | kwalificatie serie 4: 1e (2.27,155) HF 2: 3e (2.27,145) B-finale: 1e (2.29,314)             |
|                |                                                                           |                           |              |                                                                                             |
| Snowboarden    | Alexandra Jekova                                                          | parallel reuzenslalom (v) | kwalificatie | kwalificatie: 1.25,01 (1e run 43,49; 2e run 41,52)                                          |
| Snowboarden    | Alexandra Jekova                                                          | cross (v)                 | kwalificatie | kwalificatie: 1e run 1.36,13; 2e run 1.35,50                                                |

Albanië · Algerije · Amerikaanse Maagdeneilanden · Andorra · Argentinië · Armenië · Australië · Azerbeidzjan · België · Bermuda · Bosnië en Herzegovina · Brazilië · Bulgarije · Canada · Chili · China · Chinees Taipei · Costa Rica · Cyprus · Denemarken · Duitsland · Estland · Ethiopië · Finland · Frankrijk · Georgië · Griekenland · Groot-Brittannië · Hongarije · Hongkong · Ierland · IJsland · India · Iran · Israël · Italië · Japan · Kazachstan · Kenia · Kirgizië · Kroatië · Letland · Libanon · Liechtenstein · Litouwen · Luxemburg · Macedonië · Madagaskar · Moldavië · Monaco · Mongolië · Nederland · Nepal · Nieuw-Zeeland · Noord-Korea · Noorwegen · Oekraïne · Oezbekistan · Oostenrijk · Polen · Portugal · Roemenië · Rusland · San Marino · Senegal · Servië en Montenegro · Slovenië · Slowakije · Spanje · Tadzjikistan · Thailand · Tsjechië · Turkije · Venezuela · Verenigde Staten · Wit-Rusland · Zuid-Afrika · Zuid-Korea · Zweden · Zwitserland